# 林邦洋
林邦洋（はやし くにひろ、1975年3月17日 - ）は、大阪生まれ、鹿児島育ちのミュージシャン。ロックバンド・pictures（ピクチャーズ）のボーカリスト。

## 来歴
1999年、ミニアルバム「思ふ事」でインディーズよりCDデビュー。朝日新聞「今月の10枚」に選ばれる。
2001年にマキシシングル「私利滅裂」でメジャーデビュー。
JEFF GORDON BANDとしても活躍している今後注目のシンガーソングライター（JEFF GORDON BANDは活動休止中）。
picturesとしての活動

2008年春にpictures（ピクチャーズ）を結成。

実兄である林秀紀とのツイン・ギターボーカルのバンドで、二人とも作詞作曲を担当している。

メンバーは
- 林秀紀（ヴォーカル、ギター）
- 林邦洋（ヴォーカル、ギター）
- きっかわひろし（ギター）
- 高林カツミ（ドラムス）

2008年秋にライブ活動をスタートし、初音源となる「the first extended playing」を発表。
2010年夏、2作目「Summer Holiday」を発表。

## ディスコグラフィー

### シングル
1. 思ふ事(1999.11.25)
2. 春雷(2000.3.15)
3. HEAVEN STAGE(2000.7.28)
4. HIT AND RUN(2000.11.22)
5. 私利滅裂(2001.2.1)
6. そして僕らの毎日(2001.6.1)
7. 象牙の塔からコンニチハ(2003.09.03)

### アルバム
1. 序(2001.12.21)
2. 太陽の色(2005.12.23)
3. 光の影(2006.1.24)

## 楽曲提供
- 種ともこ「メモリア」(1999年)